# Медичний тест
Меди́чний те́ст — це медична процедура, що проводиться з метою виявлення, діагностики або моніторингу захворювань, хворобливих процесів, сприйнятливості або для визначення курсу лікування. Медичні тести, такі як фізичні та візуальні обстеження, діагностична візуалізація, генетичне тестування, хімічний та клітинний аналіз, пов'язані з клінічною хімією та молекулярною діагностикою, як правило, проводяться в медичних установах.

## Види аналізів

### За призначенням
Медичні тести можна класифікувати за їх призначенням, найпоширенішими з яких є діагностика, скринінг та оцінка.

#### Діагностичні
Діагностичний тест — це процедура, що виконується для підтвердження або визначення наявності захворювання у людини, яка підозрюється в наявності захворювання, зазвичай після повідомлення про симптоми або на основі інших результатів медичних тестів. Це включає в себе посмертну діагностику. Прикладами таких тестів є
- Використання ядерної медицини для обстеження пацієнта з підозрою на лімфому.
- Вимірювання рівня цукру в крові у людини з підозрою на цукровий діабет після періодів підвищеного сечовиділення.
- Проведення загального аналізу крові у людини з високою температурою для перевірки на наявність бактеріальної інфекції.
- Моніторинг показників електрокардіограми пацієнта з болем у грудях для діагностики або визначення будь-яких порушень в роботі серця.

#### Скринінг
Скринінг — це медичний тест або серія тестів, які використовуються для виявлення або прогнозування наявності захворювання у осіб з групи ризику в межах певної групи, наприклад, населення, сім'ї або робочої сили. Скринінги можуть проводитися для моніторингу поширеності захворювань, управління епідеміологією, допомоги в профілактиці або суто для статистичних цілей.
Прикладами скринінгів є вимірювання рівня ТТГ в крові новонародженого в рамках скринінгу новонароджених на вроджений гіпотиреоз, перевірка на рак легенів у некурців, які піддаються впливу пасивного куріння в нерегульованому робочому середовищі, а також скринінг мазка Папаніколау з метою профілактики або раннього виявлення раку шийки матки.

#### Моніторинг
Деякі медичні тести використовуються для моніторингу прогресу або відповіді на медичне лікування.

### За методом
Більшість методів обстеження можна віднести до однієї з наступних великих груп:
- Спостереження за пацієнтом, які можуть бути сфотографовані або записані
- Питання, що задаються під час збору історії хвороби пацієнта
- Тести, що проводяться при фізичному огляді
- радіологічні дослідження, в яких, наприклад, рентгенівські промені використовуються для формування зображення об'єкта дослідження. Ці тести часто включають введення контрастної речовини.
- Прижиттєва діагностика, яка проводиться в організмі, наприклад
  - Манометрія
  - Введення діагностичної речовини та вимірювання реакції організму, як у глютеновому тесті, стрес-тесті на скорочення, бронхіальному тесті, пероральному тесті з їжею або тесті на стимуляцію АКТГ.
- Діагностика in vitro, яка тестує зразок тканини або біологічних рідин, наприклад:
  - Рідинна біопсія
  - Мікробіологічне культивування, яке визначає наявність або відсутність мікробів у зразку з організму, і зазвичай спрямоване на виявлення патогенних бактерій.
  - Генетичне тестування
  - Рівень цукру в крові
  - Дослідження функції печінки
  - Аналіз на вміст кальцію
  - Тестування на електроліти в крові, такі як натрій, калій, креатинін і сечовина
- За місцем розташування зразка (Аналізи in vitro можна класифікувати, в тому числі, за місцем знаходження зразка, що тестується):
  - Аналізи крові
  - Аналізи сечі, включаючи дослідження сечі неозброєним оком
  - Аналізи калу, включаючи дослідження калу неозброєним оком
  - Мокротиння (харкотиння), включно з дослідженням мокротиння «неозброєним оком»

## Точність та прецизійність
- Точність лабораторного дослідження — це його відповідність істинному значенню. Точність максимізується шляхом калібрування лабораторного обладнання референтним матеріалом та участі у зовнішніх програмах контролю якості.
- Прецизійність тесту — це його відтворюваність при повторному виконанні на одному і тому ж зразку. Неточний тест дає дуже різні результати при повторному вимірюванні. Прецизійність контролюється в лабораторії за допомогою контрольного матеріалу.

## Виявлення та кількісне визначення
Тести, що проводяться при фізичному обстеженні, зазвичай спрямовані на виявлення симптому або ознаки, і в цих випадках тест, який виявляє симптом або ознаку, називається позитивним тестом, а тест, який вказує на відсутність симптому або ознаки, називається негативним тестом, як більш детально описано в окремому розділі нижче. Кількісне визначення цільової речовини, типу клітин або іншого специфічного об'єкту є загальним результатом, наприклад, більшості аналізів крові. Це не тільки відповідь на питання, чи є цільовий об'єкт присутнім або відсутнім, але також і на те, в якій кількості він присутній. У аналізах крові кількісна оцінка є відносно чітко визначеною, наприклад, у вигляді масової концентрації, тоді як більшість інших аналізів також можуть бути кількісними, хоча і менш визначеними, наприклад, ознака «дуже блідий», а не «злегка блідий». Аналогічно, радіологічні зображення технічно є кількісною оцінкою радіологічної непрозорості тканин.
Особливо при зборі анамнезу, не існує чіткої межі між виявленням або кількісним тестом і досить описовою інформацією про особу. Наприклад, питання, що стосуються професії або соціального життя людини, можуть розглядатися як тести, які можна вважати позитивними або негативними щодо наявності різних факторів ризику, або ж вони можуть вважатися «просто» описовими, хоча останні можуть бути принаймні настільки ж клінічно важливими.

### Позитивний або негативний
Результат тесту, спрямованого на виявлення об'єкта, може бути позитивним або негативним: це не має нічого спільного з поганим прогнозом, а скоріше означає, що тест спрацював або не спрацював, а певний параметр, який оцінювався, був присутній або відсутній. Наприклад, негативний результат скринінгового тесту на рак молочної залози означає, що ознак раку молочної залози не виявлено (що насправді є дуже позитивною новиною для пацієнтки).
Класифікація тестів на позитивні або негативні дає бінарну класифікацію, що дає можливість виконувати байєсівську оцінку ймовірності та метрики ефективності тестів, включаючи розрахунки чутливості та специфічності.

### Безперервні значення
Тести, результати яких мають неперервні значення, такі як більшість показників крові, можуть інтерпретуватися як вони є, або можуть бути перетворені в двійкові шляхом визначення значення відсікання, при цьому результати тесту позначаються як позитивні або негативні в залежності від того, чи є отримане значення вищим або нижчим за відсікання.

## Інтерпретація
При виявленні патогномонічної ознаки або симптому майже напевно можна стверджувати, що цільовий стан присутній, а при відсутності виявлення неодмінної ознаки або симптому майже напевно можна стверджувати, що цільовий стан відсутній. Однак в реальності суб'єктивна ймовірність наявності стану ніколи не дорівнює 100 % або 0 %, тому тести скоріше спрямовані на оцінку пост-тестової ймовірності наявності стану або іншого об'єкта.
Більшість діагностичних тестів в основному використовують референтну групу для встановлення таких показників, як прогностичні значення, відношення ймовірності та відносні ризики, які потім використовуються для інтерпретації пост-тестової ймовірності для окремої особи.
У моніторингових тестах особи результати попередніх тестів цієї особи можуть бути використані як еталон для інтерпретації наступних тестів.

## Ризики
Деякі медичні процедури тестування пов'язані з ризиком для здоров'я і навіть вимагають загальної анестезії, наприклад, медіастиноскопія. Інші аналізи, такі як аналіз крові або мазок з шийки матки, мають незначні прямі ризики або взагалі не мають ризиків. Медичні тести також можуть мати непрямі ризики, такі як стрес, пов'язаний зі здачею аналізів, і можуть знадобитися більш ризиковані тести в якості подальшого спостереження за (потенційно) хибнопозитивним результатом тесту. Проконсультуйтеся з медичним працівником (включаючи лікарів, асистентів лікарів та практикуючих медсестер), який призначає будь-який тест, для отримання додаткової інформації.

## Показання
Кожен тест має свої показання та протипоказання. Показання — це обґрунтоване медичне показання для проведення дослідження. Протипоказання — це вагома медична причина не проводити дослідження. Наприклад, базовий аналіз на холестерин може бути показаний (за медичними показаннями) людині середнього віку. Однак, якщо такий самий тест проводився цій людині зовсім недавно, то наявність попереднього тесту є протипоказанням для проведення тесту (медично обґрунтованою причиною для його непроведення).
Інформаційне упередження — це когнітивне упередження, яке змушує медичних працівників замовляти тести, що дають інформацію, яку вони реально не очікують або не мають наміру використовувати з метою прийняття медичного рішення. Медичні тести призначаються тоді, коли інформація, яку вони дають, буде використана. Наприклад, скринінгова мамографія не показана (не є доцільною з медичної точки зору) жінці, яка помирає, тому що навіть якщо буде виявлено рак молочної залози, вона помре до того, як почнеться лікування раку.
Спрощено кажучи, те, наскільки той чи інший тест показаний окремій особі, значною мірою залежить від його чистої користі для цієї особи. Тести обираються тоді, коли очікувана користь перевищує очікувану шкоду. Чисту користь можна приблизно оцінити за формулою:
{\displaystyle b_{n}=\Delta p\times r_{i}\times (b_{i}-h_{i})-h_{t}}
де:
- bn — чиста вигода від проведення тесту
- Λp — абсолютна різниця між ймовірністю до та після проведення тесту на наявність станів (таких як захворювання), які, як очікується, будуть виявлені за допомогою тесту. Основним фактором такої абсолютної різниці є потужність самого тесту, яка може бути описана, наприклад, в термінах чутливості та специфічності або відношення ймовірності. Іншим фактором є ймовірність до проведення тесту, причому нижча ймовірність до проведення тесту призводить до нижчої абсолютної різниці, внаслідок чого навіть дуже потужні тести досягають низької абсолютної різниці для дуже малоймовірних станів у людини (таких як рідкісні захворювання за відсутності будь-яких інших вказуючих ознак), але, з іншого боку, навіть тести з низькою потужністю можуть мати велику різницю для дуже підозрюваних станів. Ймовірності в цьому сенсі можуть також розглядатися в контексті станів, які не є первинними цілями тесту, таких як профільно-відносні ймовірності в процедурі диференціальної діагностики.
- ri — це показник того, наскільки різниця ймовірностей, як очікується, призведе до зміни втручань (наприклад, перехід від «відсутності лікування» до «призначення медикаментозного лікування в низьких дозах»). Наприклад, якщо єдиним очікуваним ефектом медичного тесту є підвищення ймовірності виникнення одного захворювання порівняно з іншим, але ці два захворювання лікуються однаково (або жодне з них не піддається лікуванню), то цей коефіцієнт є дуже низьким, і тест, ймовірно, не має цінності для людини в цьому аспекті.
- bi — користь від змін у втручанні для індивіда
- hi — шкода від змін у втручанні для індивіда, наприклад, побічні ефекти медичного лікування
- ht — шкода, спричинена самим випробуванням.

Деякі додаткові фактори, які впливають на рішення, чи слід проводити медичний тест, включають: вартість тесту, доступність додаткових тестів, потенційні перешкоди для подальших тестів (наприклад, пальпація живота може викликати кишкову активність, звуки якої заважають подальшій аускультації живота), час, необхідний для проведення тесту, або інші практичні чи адміністративні аспекти. Можливі переваги діагностичного тесту можна також порівняти з витратами на непотрібні тести і, як наслідок, непотрібне подальше спостереження і, можливо, навіть непотрібне лікування випадкових знахідок.
У деяких випадках очікується, що тести, які проводяться, не принесуть жодної користі особі, яку обстежують. Натомість, результати можуть бути корисними для створення статистики з метою покращення медичного обслуговування інших осіб. Пацієнти можуть дати інформовану згоду на проходження медичних тестів, які принесуть користь іншим людям.

## Очікування пацієнта
На додаток до міркувань про природу медичного тестування, зазначених вище, інші реалії можуть призвести до помилкових уявлень і невиправданих очікувань серед пацієнтів. До них відносяться: Різні лабораторії мають різні нормальні референтні діапазони; дещо інші значення будуть отримані в результаті повторного тестування; «норма» визначається спектром вздовж дзвонової кривої, отриманої в результаті тестування населення, а не «раціональними, науково обґрунтованими, фізіологічними принципами»; іноді тести використовуються в надії виявити щось, що дасть лікарю підказку щодо природи певного стану; а візуалізаційні тести піддаються помилковій інтерпретації людиною і можуть показувати «випадкові утворення», більшість з яких «є доброякісними, ніколи не викликають симптомів і не потребують подальшої оцінки», хоча клініцисти розробляють рекомендації для прийняття рішення про те, коли слід проводити діагностику випадкових утворень.

## Стандарти звітності та оцінки
Доступний перегляд QUADAS-2.